# Kílian Jornet Burgada

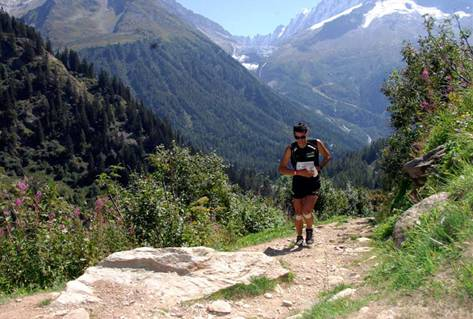
Kilian Jornet w biegu Ultra-Trail du Mont-Blanc 2008

Kílian Jornet Burgada (ur. 27 października 1987) – kataloński biegacz górski, długodystansowy, narciarz wysokogórski (skialpinista), kolarz górski, duathlonista i crossduathlonista. Był trzykrotnym zwycięzcą w Skyrunner World Series w latach 2007–2009 oraz zwycięzcą Western States Endurance Run w 2011 roku.
Osiągnięcia:
- rekord w biegu na szczyt Kilimandżaro i z powrotem (7 godzin i 14 minut),
- rekord w biegu na górę Olimp i z powrotem (5 godzin, 19 minut, 45 sekund),
- rekord trasy (2013) Cervinia-Matterhorn-Cervinia (2 godziny i 52 minuty); dotychczasowy rekord: 3 godziny i 14 minut, Włoch Bruno Brunod, 17 sierpnia 1995,
- rekord trasy Chamonix-Mont Blanc-Chamonix (4 godziny i 57 minut[1], czyli poniżej mitycznej granicy 5 godzin); dotychczasowy rekord: 5 godzin i 11 minut, Szwajcar Pierre-André Gobert, 21 lipca 1990.
- 6 lipca 2016 dwa razy wbiegł na szczyt Mont Blanc i dwa razy z niego zbiegł w czasie poniżej 12 godzin[2]

Jest pomysłodawcą projektu Szczyty mojego Życia (ang. Summits of my Life), w którym zdobywa biegiem najwyższe szczyty górskie.